# Călinești (Șerbăuți), Suceava
Călinești, cunoscut și cu numele de Călinești-Cuparencu, (în germană Kalinestie Cuparenco) este un sat în comuna Șerbăuți din județul Suceava, Bucovina, România.
Această localitate se află la o distanță de aproximativ 24 km nord-est de municipiul Suceava și face parte din comuna Șerbăuți, reînființată ca unitate administrativ-teritorială în anul 2003. Este cunoscută prin faptul că aici au locuit bunicii poetului național Mihai Eminescu. Tatăl poetului, George Eminovici, a plecat mai întâi la moșia boierului Balș din Dumbrăveni, după care s-a mutat la Ipotești.
Cel mai vechi document cunoscut care face dovada vechimii acestei localități are ca subiect biserica de aici, pe care, printr-un uric datat 1490 (6998) Martie 15, Suceava, Ștefan Voevod întărește „sfintei episcopii (...) dela Rădăuți 50 de biserici și cu popii: din ținutul Suceava 44, iar din ținutul Cernăuți 6 biserici cu popi, 50 de biserici cu popii care au fost date de (...) Alexandru Voevod”. Biserica cu popă de la Călinești este a 28-a în această listă (Documente privind istoria României. Veacul XV. A. Moldova, vol. II (1476-1500), Editura Academiei RPR, București, 1954, pp. 131–133). 
Dicționarul geografic al Bucovinei (Editura Socec &Co., Societate Anonimă, București, 1908) al prof. Emanuil Grigorovitza prezintă atât Călineștii-lui-Cuparencu, cât și Călineștii-lui Enache și Călineștii-lui-Vasilache: „Călineștii-lui-Cuparencu, com. rur., distr. Suceava, așezată pe pîrîul Hatna, la N. distr. Suprafața: 16,75 km2; populația: 1120 locuitori, majoritate ruteni; relig. gr. or. Se comune din vatra satului cu 894 locuitori și din satul Călineștii-lui-Vasilache. E așezată în apropierea drumului distr. Siret-Suceava; are o biserică parohială cu hramul «Sf. Arh. Mih. și Gavril»; școală nʼare. La 1776 aparținea lui Miron Cuparencu de unde se explică și numele său. La început forma un singur sat cu moșia Călineștii-lui-Enache” (p. 53).

## Obiective turistice
- Biserica Sfinții Arhangheli Mihail și Gavriil din Călinești-Cuparencu – construită între anii 1791–1798
- Casa Vasile Eminovici din Călinești-Cuparencu – datând din 1804

## Recensământul din 1930
Componența etnică a satului Călinești-Cuparencu
     Români (95,7%)
     Germani (1,3%)
     Evrei (1,55%)
     Ruteni (0,85%)
     Altă etnie (0,6%)
Componența confesională a satului Călinești-Cuparencu
     Ortodocși (97%)
     Romano-catolici (1%)
     Mozaici (1,55%)
     Altă religie (0,45%)
Conform recensământului efectuat în 1930, populația satului Călinești-Cuparencu se ridica la 1.459 locuitori. Majoritatea locuitorilor erau români (95,7%), cu o minoritate de germani (1,3%), una de evrei (1,55%) și una de ruteni (0,85%). Restul locuitorilor s-au declarat: cehi/slovaci (4 persoane), polonezi (3 persoane). Din punct de vedere confesional, majoritatea locuitorilor erau ortodocși (97,0%), dar existau și minorități de romano-catolici (1,0%) și mozaici (1,55%). Restul locuitorilor au declarat: greco-catolici (3 persoane), evanghelici/luterani (4 persoane).

## Imagini

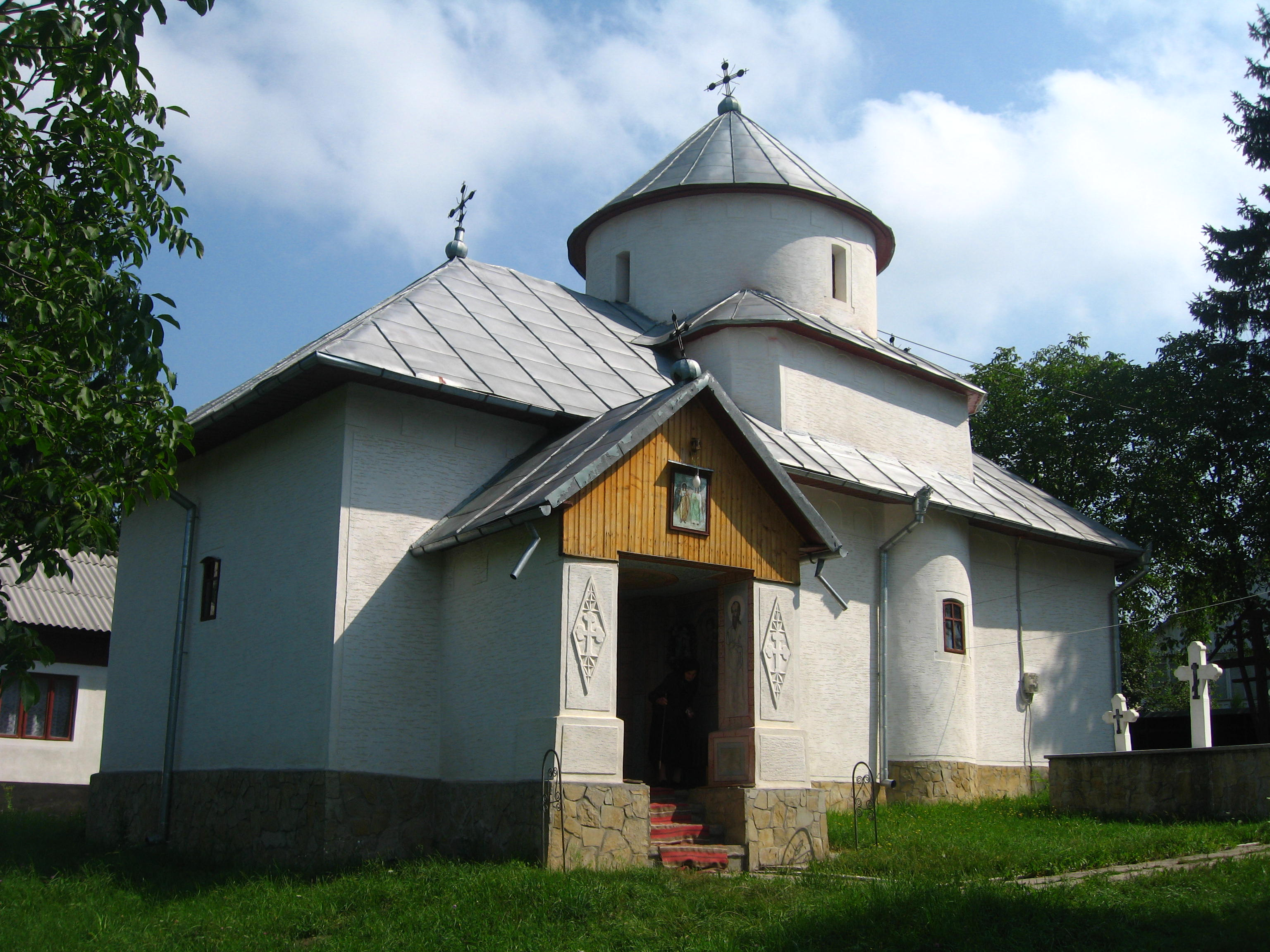
Biserica „Sfinții Arhangheli Mihail şi Gavriil”
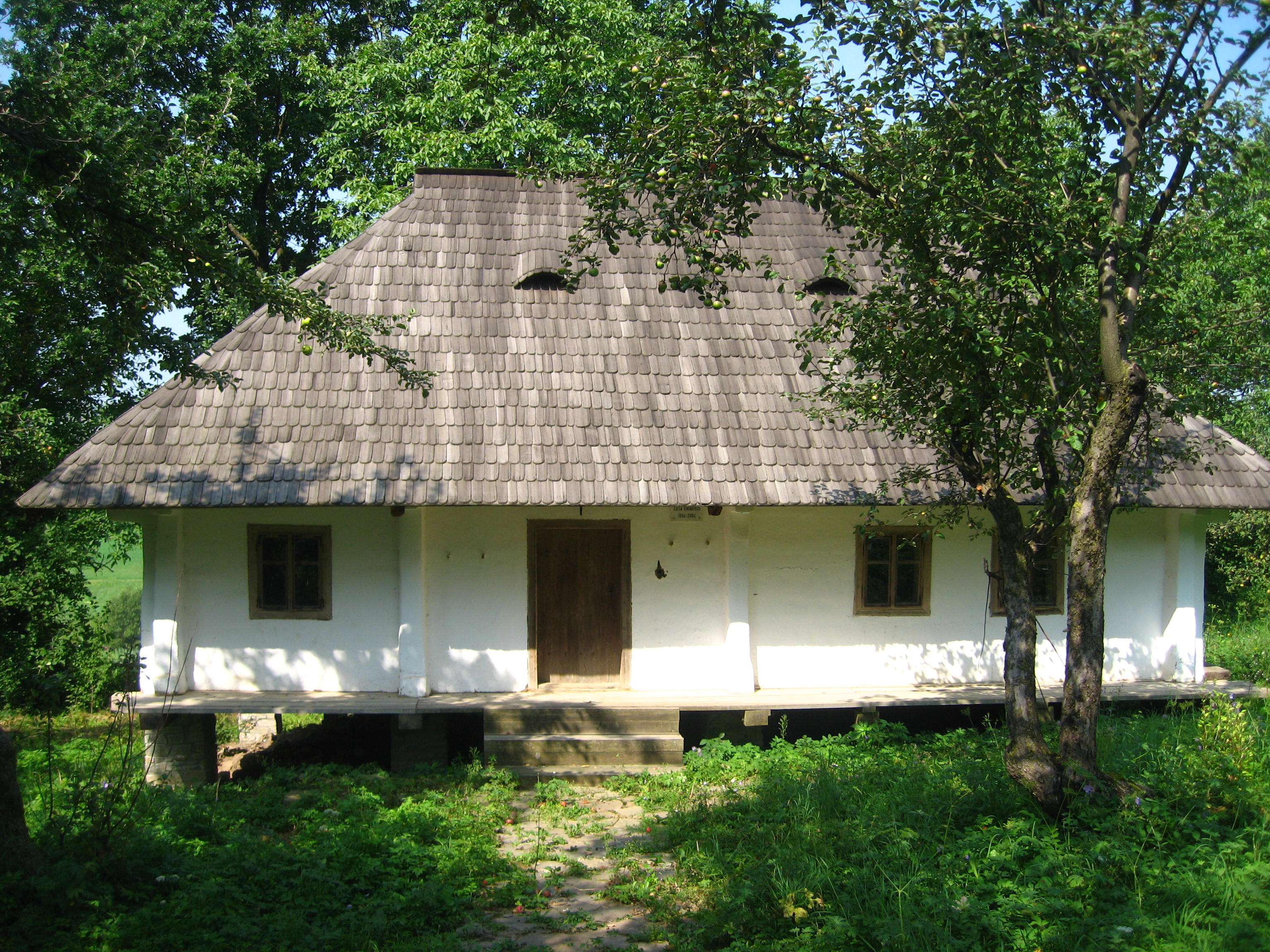
Casa Eminovici

## Legături externe
- pl Kalinestie 2) albo Jenaki în Dicționarul geografic al Regatului Poloniei și al altor țări slave, volum III (Haag — Kępy) anul 1882

- Povestea așezărilor bucovinene (revăzută): Călinești Cuparencu și Enache, articol apărut pe website-ul Drăgușanul.ro, datată (doar) 22 aprilie, fără indicarea anului
- Articolul Descoperire senzațională: mormântul lui Vasile Eminovici, bunicul lui Mihai Eminescu, articol de Cosmin Pătrașcu Zamfirache, apărut în Adevărul.ro - Locale/Botoșani la data de 27 octombrie 2020
- Festivalul literar Mihai Eminescu la Suceava Călinești Cuparencu și Putna, articol de Traian Coșovei, publicat în Monitorul de Suceava la 13 ianuarie 2017
- Festivalul literar Mihai Eminescu la Suceava, Gura Humorului, Călinești-Cuparencu și Putna, prezentarea unui clip pe YouTube